# Křížová cesta (Železná Ruda)
Křížová cesta v Železné Rudě na Klatovsku vede z centra města na severovýchod na Hladový vrch ke kapli svaté Anny.

## Historie
Křížová cesta je tvořena čtrnácti žulovými sloupky s nikou a kaplí svaté Anny. Byla postavena z iniciativy železnorudského faráře J. W. Konečka, obrázky v nikách namaloval Johan Georg Wittmann. Poprvé byla vysvěcena roku 1815. Od poloviny 20. století cesta chátrala. Zůstaly z ní jen poškozené žulové sloupky bez obrázků a bez křížků, kaple zanikla.
Od roku 1992 probíhala rekonstrukce křížové cesty a stavba nové kaple z iniciativy paní Mileny Vobrové ze Železné Rudy a paní Helgy Huttner-Hasenkopf z bavorského Zwieselu, rodačky ze Železné Rudy. Financována byla z prostředků shromážděných sbírkou převážně v Bavorsku. Kaple svaté Anny byla postavena v původní podobě a na původním místě, k tomu byly použity staré fotografie. Při odkrytí základů byla nalezena nepoškozená dlažba, která je součástí i nově postavené kaple. Obrázky na zastaveních křížové cesty jsou kopie originálů. Tyto i oltářní obraz v kapli namalovala paní Helga Huttner-Hasenkopf olejovými barvami na hliníkový plech. Zhotovila i okna z barevných segmentů spojených olovem.
30. září 1995 byly obnovená křížová cesta a kaple svaté Anny na Hladovém vrchu v Železné Rudě slavnostně vysvěceny.